# Gierath (Jüchen)
Gierath ist  ein Dorf in der Stadt Jüchen im Rhein-Kreis Neuss in Nordrhein-Westfalen.

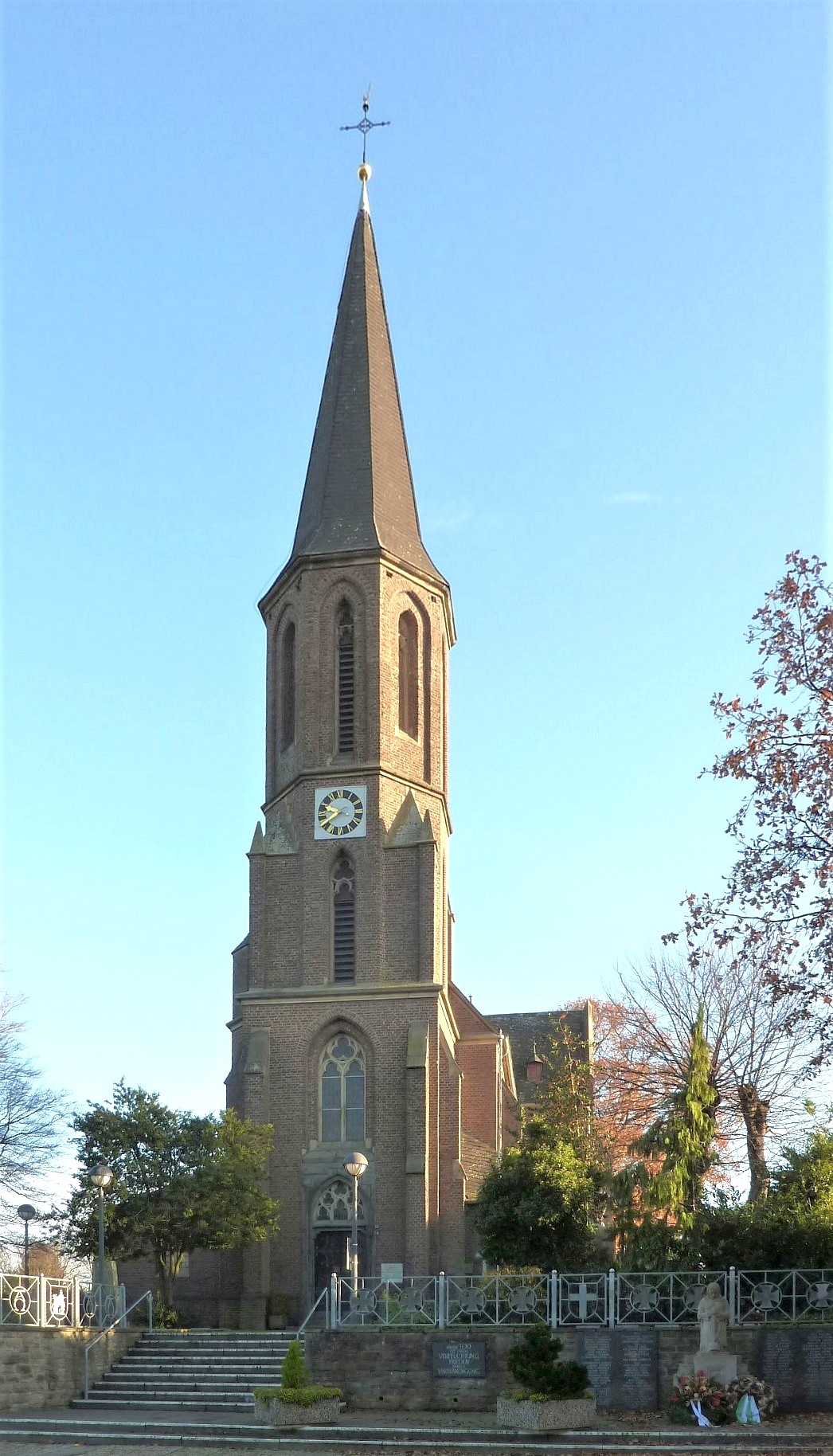
St. Martinus zu Gierath

## Lage
Gierath liegt östlich von Jüchen und nördlich von Grevenbroich. Südlich verläuft die Bundesautobahn 46. Dörfer in der näheren Umgebung sind Bedburdyck, Gubberath und Stessen.

## Geschichte
Gierath war Teil des Herzogtums Jülich-Berg.
Im Jahr 1794 besetzten französische Revolutionstruppen das Gebiet um Gierath, das darauf Teil der Mairie Bedburdyck im Kanton Elsen im Arrondissement Cologne im Département de la Roer lag.
1815 wurde Gierath preußisch und kam zur Bürgermeisterei Bedburdyck.
Seit 1930 gehört Gierath zum Bistum Aachen.
Seit der kommunalen Neugliederung, die am 1. Januar 1975 in Kraft trat, ist Gierath ein Teil von Jüchen. Vorher gehörte der Ort zu Bedburdyck.

## Persönlichkeiten
Folgende Persönlichkeiten sind in Gierath aufgewachsen:
- Jürgen Willkomm (* 1959), Fußballspieler
- Wolfram Pyta (* 1960), Historiker